# Clyde Bernhardt
Clyde Bernhardt né le 11 juillet 1905 à Gold Hill (Caroline du Nord), mort le 20 mai 1986 à Newark (New Jersey) est un tromboniste et chef d'orchestre américain de jazz.

## Carrière
Il débute dans des orchestres de sa ville puis se rend à New York en 1928, puis travaille avec Ray Parker et Honey Brown en 1929. Il joue avec King Oliver en 1931, les Alabamians en 1931-1932, les Walkathons en 1933 et Vernon Andrade de 1934 à 1937. De 1937 à 1941 il joue dans les orchestres d'Edgar Hayes, d'Horace Henderson en 1941, de Fats Waller en 1942, de Jay McShann en 1943, de Cecil Scott en 1944, de Luis Russell en 1944, de Claude Hopkins (1945-1947), de Wilbur " Dud " Bascomb (1947-1951). Il dirige ses propres groupes dans les années 1950 et enregistre des faces de rhythm and blues parfois sous le pseudonyme d'Ed Barron. Il travaille avec Joe Garland dans les années 1960 puis abandonne le métier pour un poste dans l'institution scolaire à Newark. Il joue dans son dernier album en 1972 avec Charlie Holmes et Jimmy Shirley.

## Sources
- André Clergeat, Philippe Carles, Dictionnaire du jazz, Bouquins/Laffont, 1990, p. 90